# Joe Iconis
Joseph Peter Philip Iconis, född 22 september 1981, är en amerikansk musikalförfattare. Han har en examen från New York University Tisch School of the Arts Graduate Musical Theatre Writing Program. Han tog 2006 emot Jonathan Larson-priset, 2007 års Ed Kleban-pris, och ett Backstage Bistro-pris. Hans uppfinningsrika musikaliska stil har frambringat ett flertal musikaler. Han har samarbetat med Robert Maddock och Reza Jacobs i Plastic! The Musical och Robert Maddock för Triumphant Baby!.